# Кайла Бремнер
Кайла Бремнер (англ. Kyla Bremner; нар. 28 січня 1977, Пауелл-Ривер, Британська Колумбія, Канада) — австралійська борчиня вільного стилю, чотириразова чемпіонка, дворазова срібна та бронзова призерка чемпіонатів Океанії, чемпіонка Океанії з пляжної боротьби, учасниця Олімпійських ігор.

## Життєпис
Боротьбою почала займатися з 1994 року.
Виступала за борцівський клуб Сіднейського університету. Тренери — Сімеон Фейгельсен (з 2000), Леонід Заславський (з 2000).

## Спортивні результати на міжнародних змаганнях

### Виступи на Олімпіадах
| Змагання                    | Збірна    | Вагова категорія          | Місце |
| --------------------------- | --------- | ------------------------- | ----- |
| Літні Олімпійські ігри 2008 | Австралія | жіноча боротьба, до 48 кг | 17    |

### Виступи на Чемпіонатах світу
| Змагання                        | Збірна    | Вагова категорія          | Місце |
| ------------------------------- | --------- | ------------------------- | ----- |
| Чемпіонат світу з боротьби 2001 | Австралія | жіноча боротьба, до 51 кг | 13    |
| Чемпіонат світу з боротьби 2002 | Австралія | жіноча боротьба, до 51 кг | 14    |
| Чемпіонат світу з боротьби 2007 | Австралія | жіноча боротьба, до 48 кг | 16    |
| Чемпіонат світу з боротьби 2008 | Австралія | жіноча боротьба, до 51 кг | 14    |
| Чемпіонат світу з боротьби 2009 | Австралія | жіноча боротьба, до 51 кг | 25    |

### Виступи на Чемпіонатах Океанії
| Змагання                          | Збірна    | Вагова категорія                 | Місце  |
| --------------------------------- | --------- | -------------------------------- | ------ |
| Чемпіонат Океанії з боротьби 1999 | Австралія | жіноча боротьба, до 51 кг        | Бронза |
| Чемпіонат Океанії з боротьби 2002 | Австралія | жіноча боротьба, до 51 кг        | Срібло |
| Чемпіонат Океанії з боротьби 2007 | Австралія | жіноча боротьба, до 51 кг        | Золото |
| Чемпіонат Океанії з боротьби 2007 | Австралія | жіноча боротьба, до 55 кг        | Срібло |
| Чемпіонат Океанії з боротьби 2008 | Австралія | жіноча боротьба, до 48 кг        | Золото |
| Чемпіонат Океанії з боротьби 2009 | Австралія | жіноча боротьба, до 51 кг        | Золото |
| Чемпіонат Океанії з боротьби 2010 | Австралія | пляжна боротьба, жінки, до 60 кг | Золото |
| Чемпіонат Океанії з боротьби 2010 | Австралія | жіноча боротьба, до 55 кг        | Золото |

### Виступи на Східноазійських іграх
| Змагання                 | Збірна    | Вагова категорія          | Місце |
| ------------------------ | --------- | ------------------------- | ----- |
| Східноазійські ігри 2001 | Австралія | жіноча боротьба, до 51 кг | 6     |

### Виступи на інших змаганнях
| Змагання                           | Збірна    | Вагова категорія          | Місце |
| ---------------------------------- | --------- | ------------------------- | ----- |
| Manitoba Open 2003                 | Австралія | жіноча боротьба, до 48 кг | 5     |
| Manitoba Open 2004                 | Австралія | жіноча боротьба, до 48 кг | 6     |
| Austrian Ladies Open 2008          | Австралія | жіноча боротьба, до 51 кг | 5     |
| Гран-прі Німеччини з боротьби 2008 | Австралія | жіноча боротьба, до 51 кг | 13    |
| Austrian Ladies Open 2009          | Австралія | жіноча боротьба, до 51 кг | 11    |